# Batha, Mexiko
Batha är en ort i Mexiko.   Den ligger i kommunen Atotonilco de Tula och delstaten Hidalgo, i den sydöstra delen av landet, 60 km norr om huvudstaden Mexico City. Batha ligger 2 255 meter över havet och antalet invånare är 405.
Terrängen runt Batha är varierad. Runt Batha är det ganska tätbefolkat, med 160 invånare per kvadratkilometer. Närmaste större samhälle är Colonia Santa Teresa, 15,3 km söder om Batha. Trakten runt Batha består i huvudsak av gräsmarker.